# 谭锡畴
谭锡畴（1892年—1952年），字寿田，男，直隶（今河北）吴桥人，中国地质学家、区域地质学家、矿业学家、地质教育家。